# Hohsaashütte
Die Berghütte Hohsaas ist eine private Schutzhütte an der Westseite von Lagginhorn und Weissmies im Wallis, direkt an der Bergstation der Luftseilbahn Saas-Grund–Hohsaas.
Talort ist Saas-Grund. Der Zustieg zur Hütte kann durch eine Seilbahnfahrt von Saas-Grund bis zur Station Kreuzboden (rund 2400 m ü. M.) oder Hohsaas (3141 m ü. M.) erheblich verkürzt werden.
Die Hohsaashütte ist Stützpunkt für den Zustieg auf das Fletschhorn, das Lagginhorn und das Weissmies über den Triftgletscher sowie das Jegihorn und den Jegigrat.

## Zustiege
- Mit der Seilbahn Saas-Grund–Hohsaas
- Von der Seilbahn-Mittelstation Kreuzboden: 741 m Höhenunterschied, 2–2,5 h
- Von Saas-Grund: 1573 m Höhenunterschied, 4–5 h

## Gipfel
- Weissmies (4013 m ü. M.):
  - Normalweg: NW-Flanke, WS−, überwiegend Gletscherroute, hin und zurück oder als Überschreitung auf die Almagellerhütte
  - Nordgrat: Über das Lagginjoch, ZS+, komplette Route zwischen Fels und Eis, mit Abstieg über den Normalweg
- Lagginhorn (4010 m ü. M.):
  - Normalweg: WSW-Grat, WS, überwiegend felsig
  - Südgrat: über das Lagginjoch, ZS−, Felsgrat und Abstieg über die Normalroute
- Fletschhorn (3985 m ü. M.): Mehrere Routen
- Jegihorn (3206 m ü. M.): Mehrere Routen